# Bourguignon, Doubs
Bourguignon är en kommun i departementet Doubs i regionen Bourgogne-Franche-Comté i östra Frankrike. Kommunen ligger i kantonen Pont-de-Roide som tillhör arrondissementet Montbéliard. År 2022 hade Bourguignon 880 invånare.

## Befolkningsutveckling
Antalet invånare i kommunen Bourguignon
Referens:INSEE